# Eubacterium yurii subsp. margaretiae
Eubacterium yurii subsp. margaretiae  è una sottospecie di batterio appartenente alla famiglia delle Eubacteriaceae.